# Unabhängigkeitstag der Ukraine

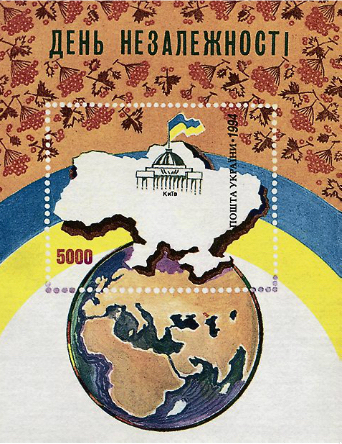
Briefmarke zum Unabhängigkeitstag 1994

Der Unabhängigkeitstag der Ukraine (ukrainisch День Незалежності України) ist ein Nationalfeiertag, der in der Ukraine jedes Jahr am 24. August begangen wird.

## Proklamation der Unabhängigkeit und Entwicklung des Unabhängigkeitstages
Am 16. Juli 1990 verabschiedete der Oberste Sowjet der Ukrainischen Sozialistischen Sowjetrepublik die Erklärung der staatlichen Souveränität und ein Dekret über den Unabhängigkeitstag der Ukraine, der offiziell am 16. Juli stattfinden sollte. Die erste Unabhängigkeitsfeier auf Staatsebene fand am 16. Juli 1991 statt, obwohl die Unabhängigkeit rechtlich nicht proklamiert und das Land formell noch Teil der de jure am 26. Dezember 1991 aufgelösten Sowjetunion war.
Der erste Jahrestag der Erklärung der Souveränität und der erste Unabhängigkeitstag wurden landesweit gefeiert. Die KPU-Führung hatte Blumen an die Lenindenkmale in der Ukraine gelegt. Bei einem Treffen im Marienpalast sagte der Vorsitzende der Werchowna Rada, Leonid Krawtschuk:

„Heute, zum ersten Mal in unserer Geschichte, haben wir uns versammelt, um unseren Unabhängigkeitstag zu feiern. Der Weg, der zu diesem Tag geführt hat, war schwierig. Mit großem Glauben an unser Volk, an sein Recht auf Freiheit und Unabhängigkeit, sind wir dem Ruf in unseren Herzen gefolgt, und der Stimme des öffentlichen Gewissens und der nationalen Pflicht. Und dieser Tag ist endlich eingetreten.“

Tausende in Wyschywankas gekleidete Menschen marschierten auf dem Chreschtschatyk und schwenkten blau-gelbe Flaggen. Am Abend traten ukrainische Musikgruppen und Künstler auf dem Platz der Oktoberrevolution auf. Der Abend gipfelte in einem Auftritt der Lwiwer Rockband Braty Hadjukiny und einem Feuerwerk.
Drei Tage nach dem Augustputsch in Moskau, am 24. August 1991, erfüllte das ukrainische Parlament auf einer Sondersitzung die notwendigen rechtlichen Bedingungen und verabschiedete die Unabhängigkeitserklärung der Ukraine, die durch ein Referendum am 1. Dezember bestätigt wurde. Aufgrund eines rechtlichen Problems musste das Datum der Feier des Unabhängigkeitstags geändert werden. Am 20. Februar 1992 verabschiedete das Parlament eine Resolution, die den 24. August als Unabhängigkeitstag und dessen jährliche Einhaltung als öffentlicher Nationalfeiertag in der Ukraine etabliert hat.
Delegierte der ukrainischen Diaspora reisten zum Weltforum der Ukrainer in Kiew, das vom 21. bis 24. August 1992 stattfand. Der Präsident des Weltkongress der Ukrainer, Jurij Schymko, der Oppositionsführer Wjatscheslaw Tschornowil, Mychajlo Horyn, der Verteidigungsminister Kostjantyn Morosow und Mykola Lebed hielten Reden. Dabei wurde verkündet, dass die unabhängige Ukraine die direkte Erbin der Kiewer Rus, des Fürstentums Galizien, des Saporoger Sitsch und der Ukrainischen Volksrepublik sei. Die Regierung der Ukrainischen Volksrepublik im Exil war öffentlich zurückgetreten, hatte die Insignien der Staatlichkeit und ihre Charta an die ukrainische Führung übergeben und somit ihre Macht aufgegeben. Diese Zeremonie wurde von der Ukrainischen Autokephalen Kirche unterstützt. Präsident Krawtschuk gab diese Handlung vor, um die Wiedergeburt der ukrainischen Staatlichkeit hervorzuheben. Daher war das Ziel dieses Jahrestags der Unabhängigkeit, das Land von seiner sowjetischen Vergangenheit bezüglich historischer und symbolischer Vorstellung zu distanzieren. Krawtschuk forderte eine Koalitionsregierung und Einheit unter den demokratischen Kräften zum Zweck der Errichtung einer unabhängigen Ukraine. Außerdem warf er Wjatscheslaw Tschornowil vor, Uneinigkeit zu schüren.

## Traditionen und besondere Ereignisse

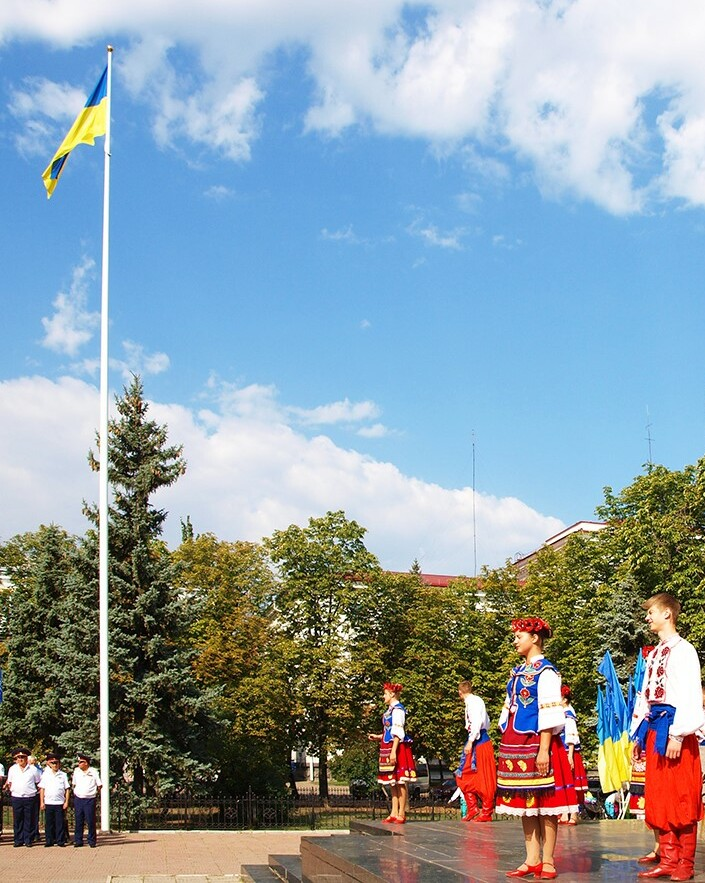
Feier zum Unabhängigkeitstag 2013 in Luhansk

Zu den jährlichen Traditionen des Unabhängigkeitstags gehören Vorlesungen, Filmvorführungen, Ausstellungen, Konzerte, Flashmobs, das Hissen der Flagge der Ukraine, das Singen der Nationalhymne und das Tragen blau-gelber Kleidung. In der Nähe des Kiewer Höhlenklosters findet eine Blumenausstellung statt. Kiews Parks und Avenues sind mit Besuchern gefüllt. Auf dem Chreschtschatyk und dem Kiewer Unabhängigkeitsplatz treten Künstler auf und eine Militärparade findet statt. Nach der Parade hält der Präsident eine Rede. Am Abend wird ein Konzert veranstaltet, bei dem die beliebtesten Musiker der Ukraine auftreten, und der Tag endet mit einem großen Feuerwerk.
Am 24. August 1992 fanden in Kiew Paraden, ein von Patriarch Mstyslaw geführter Gebetsgottesdienst in der Sophienkathedrale, Kranzniederlegungen und ein Marathon auf dem Chreschtschatyk statt. Die Nationale Universität Kiew-Mohyla-Akademie, die von Katharina II. geschlossen wurde, wurde wiedereröffnet. Tausende sammelten sich am Taras-Schewtschenko-Denkmal, wo ein Chor Schewtschenkos Poesie vortrug. In der Kiewer Altstadt, vor der St.-Andreas-Kirche, stellten Künstler ihre Werke aus. Am Sophienplatz kam es zu einer Schweigeminute für diejenigen, die für die Unabhängigkeit der Ukraine gestorben waren.
Am Unabhängigkeitstag 1997 fand am Flugplatz Tschajka die erste Flugschau in der Ukraine statt.
Für den Unabhängigkeitstag 2011 wurden auf Anordnung von Präsident Wiktor Janukowytsch die Paraden in Kiew, Odessa, Sewastopol und anderen Städten, in denen ukrainische Militäreinheiten stationiert waren, abgesagt. Er begründete dies mit Bedenken hinsichtlich des Budgets. Der Kiewer Stadtrat sagte das Feuerwerk ab. 5000 von Oleksandr Turtschynow angeführte Menschen versuchten zum Präsidialamt der Ukraine zu laufen, um gegen die Inhaftierung Julija Tymoschenkos zu demonstrieren, und wurden von der Polizei aufgehalten.
Weil die Militärparade am Unabhängigkeitstag 2014 während der Schlacht um Ilowajsk im Krieg im Donbas stattfand, prüften Rechtsexperten der ukrainischen Generalstaatsanwaltschaft, ob die Parade die Kampffähigkeit der ukrainischen Streitkräfte beeinträchtigte. Sie kamen zum Schluss, dass die Parade keinen Einfluss hatte, weil die Ausrüstung der teilnehmenden Einheiten von Wehrpflichtigen und Kadetten finanziert wurde und sie nicht die notwendige Erfahrung hatten, um an der militärischen Operation teilzunehmen.

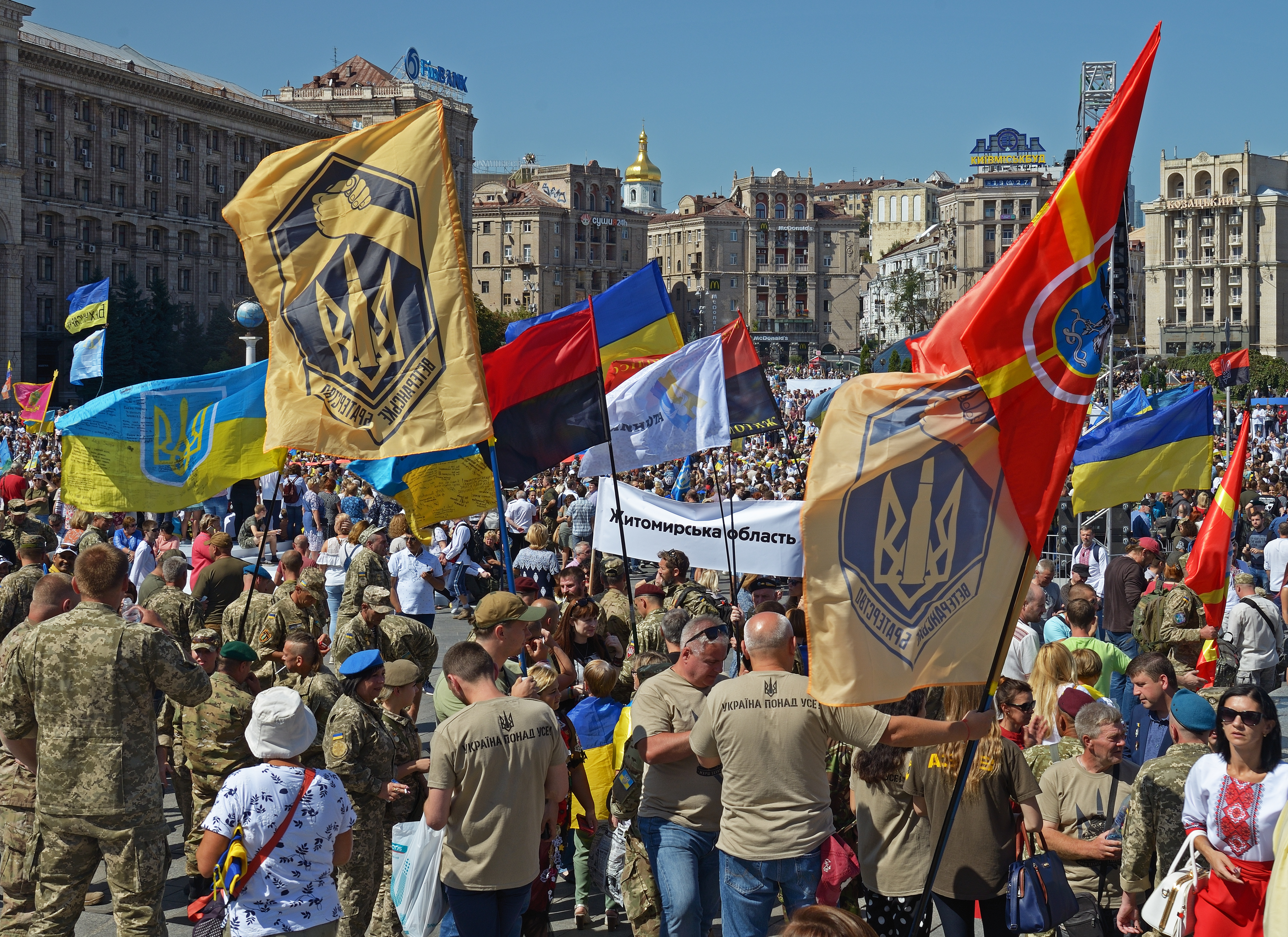
Marsch der Verteidiger zum Unabhängigkeitstag 2019 in Kiew

Am Unabhängigkeitstag 2015 wurde am Freiheitsplatz in Charkiw die Skulptur einer im Boden steckenden Rakete mit der Aufschrift „Mit Liebe für das brüderliche ukrainische Volk. Vom Präsident und vom Volk der RF, W. Putin“, ausgestellt.
Die Militärparade am Unabhängigkeitstag 2019 wurde von Präsident Wolodymyr Selenskyj abgesagt, um 300 Millionen ₴ zu sparen, die in das Militär investiert werden sollten. Stattdessen kündigte das Präsidialamt der Ukraine einen Marsch der Würde an, der eine neue Tradition einführen sollte, die jeden ehrt, der stolz auf die Ukraine ist. Zudem wurde ein informeller Marsch der Verteidiger abgehalten, der von Gewerkschaften für Kriegsveteranen, Freiwilligen und Familien von im Krieg gefallenen Soldaten organisiert wurde.
Beim Unabhängigkeitstag 2020 gab es erneut keine Militärparade, weil die Militärausrüstung im Krieg gebraucht wurde. Selenskyj und Olena Selenska schritten zusammen mit Angehörigen der Gefallenen die Wand der Erinnerung an diejenigen, die für die Ukraine gestorben sind, ab. Danach hielt Selenskyj eine Rede und verlieh Auszeichnungen und Titel. Das anschließende Konzert wurde kritisiert, weil einige der dort aufgetretenen Musiker indirekt die Annexion der Krim 2014 befürwortet hatten und in Russland aufgetreten waren. Der Marsch der Verteidiger fand erneut statt und hatte schätzungsweise 50.000 Teilnehmende. Einige kritisierten das Konzert, weil es abgehalten wurde, während sie zur selben Zeit im Schewtschenko-Park ihrer verstorbenen Angehörigen gedachten.

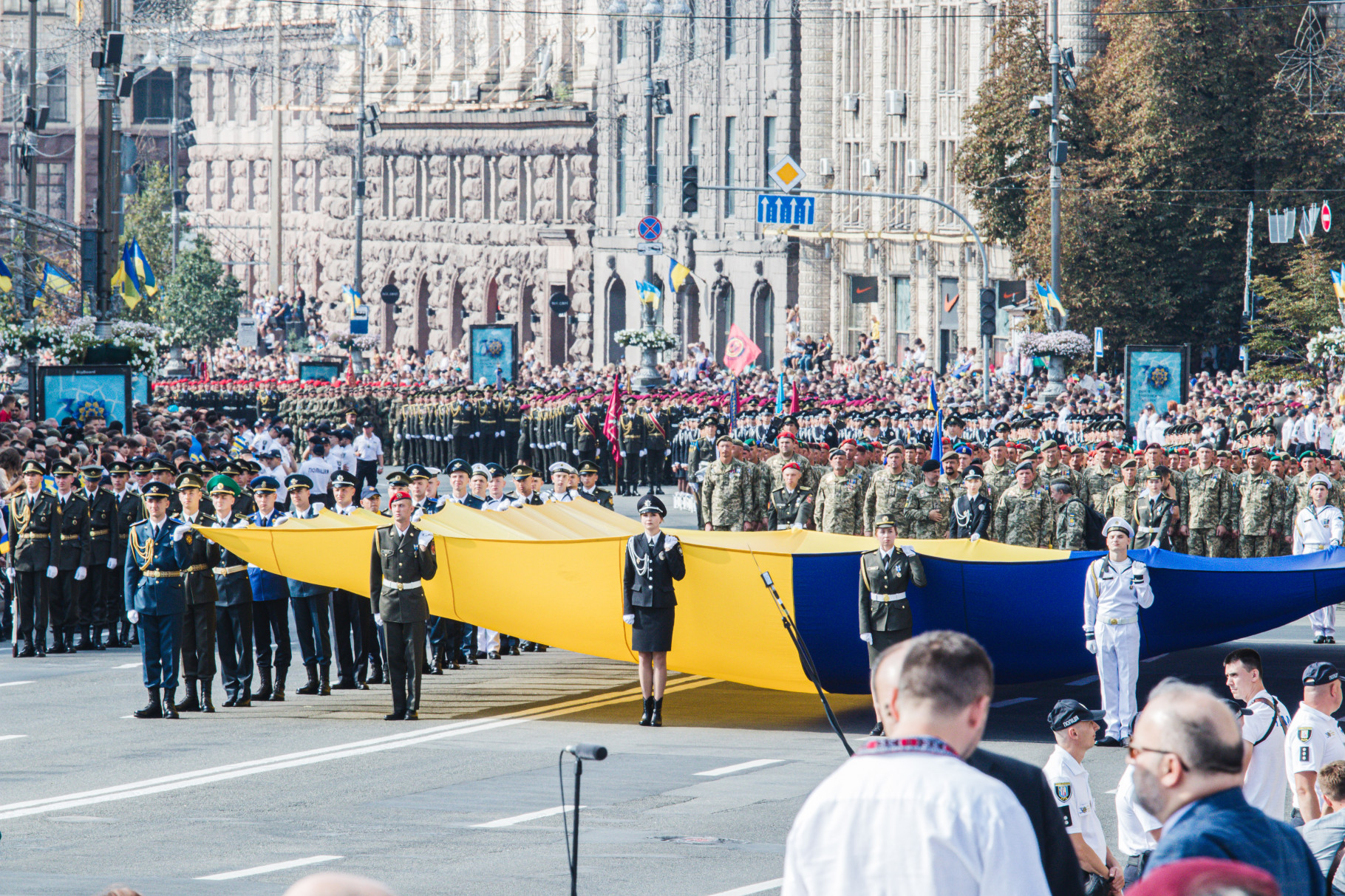
Militärparade zum 30. Unabhängigkeitstag in Kiew, 2021

Außerhalb Kiews gab es am 24. August 2020 Kundgebungen in Lwiw, Dnipro, Saporischschja und in der Oblast Donezk bei Pokrowsk. In den von Russland kontrollierten Städten Luhansk und Sorokyne wurden ukrainische Flaggen aufgehängt.
Am 24. August 2021, dem 30. Jahrestag der Unabhängigkeit, gab es wieder eine Militärparade. Über 5000 ukrainische Militärangehörige und Dutzende Soldaten von NATO-Mitgliedsstaaten nahmen teil. Über 400 Panzer und gepanzerte Fahrzeuge fuhren auf der Parade. Rund 100 Hubschrauber und Flugzeuge, inklusive polnische F-16 und britische Eurofighter Typhoons, flogen über Kiew. Die ukrainischen Seestreitkräfte veranstalteten eine Parade im Schwarzen Meer um Odessa. Delegationen von 46 Ländern und Organisationen, darunter 14 Präsidenten, nahmen an der Parade in Kiew teil.
Am Unabhängigkeitstag 2022 wurden auf dem Chreschtschatyk über 70 beschädigte russische Panzer und Artilleriegeschütze, die während des russischen Überfalls auf die Ukraine eingesammelt wurden, ausgestellt. Drohnenpiloten ließen die ukrainische Flagge über der damaligen Mutter-Heimat-Statue fliegen. Außerhalb der Ukraine wurde der Unabhängigkeitstag im Vereinigten Königreich, Belgien, Deutschland, Italien, Portugal, Polen, Griechenland, Rumänien, Israel, der Tschechischen Republik und den USA gefeiert. Am selben Tag wurden ein Wohngebiet und ein Reisezug in Tschaplyne von zwei russischen Raketen getroffen. Dabei kam es zu 25 Toten, darunter mindestens 10 Zivilisten und zwei Kinder.
Anlässlich des 32. Unabhängigkeitstags wurde die Statue Mutter Ukraine umbenannt, nachdem sie im Sommer 2023 im Zuge der Dekommunisierung in der Ukraine umgestaltet worden war.